# Força Aèria Romanesa
La Força Aèria Romanesa (en romanès: Forţela Aeriene Române) és la branca aèria de les Forces Armades Romaneses. Té prefectures d'una força aèria, un comando operacional, els seus aparells estan distribuïts en quatre bases aèries i posseeix una brigada de defensa aèria. Les forces de reserva inclouen dues bases aèries i tres camps d'aviació. Al 2007, el personal de la força aèria romanesa ascendia a 13.250 unitats.

## Història
En 1913 es va fundar la força aèria de Romania sota la denominació d’"Aeronàutica Militar Romanesa", poc abans del començament de la Primera Guerra Mundial. Durant el període de preguerra l'aviació militar romanesa va viure una època daurada, ja que el país es va dotar d'una important indústria aeronàutica que ho va convertir en una petita potència regional en matèria d'avions. La "Indústria Aeronautică Română" (IAR) va ser una de les factories més destacades d'aquesta època. Així i tot, durant aquesta època la importació d'avions francesos, anglesos o polonesos va tenir un important pes.
Començada la Segona Guerra Mundial, entre 1941 i 1944 l'aviació militar es va canviar el nom a Real Força Aèria Romanesa (Forțela Aeriene Regali ale României o FARR) i també les seves marques distintives. Aliada amb Alemanya, la Força Aèria Romanesa va mantenir una estreta cooperació amb la Luftwaffe en les operacions militars del Front oriental.
Durant la guerra freda la Força Aèria romanesa va mantenir una estreta relació amb la Unió Soviètica i bona part dels seus avions de primera línia seguien el model soviètic, encara que la indústria aeronàutica romanesa va seguir tenint una relativa importància.

## Inventari actual
- 20 F-16 Block 15 midlife upgrade aircraft, només mancava la seva assignació oficial al servei actiu.[3][4][5][6]
- 110 Mikoyan-Gurevich MiG-21 variant MiG 21 Lancer. Actualment només 48 estan operacionals, i són actualment substituïts pel F-16.
- 8 Lockheed C-130 Hèrcules.
- 21 IAR 99 “Şoim” (Falcó): avió entrenador avançat i avió lleuger d'atac, capaç de realitzar missions de suport proper i de reconeixement.
- 1 An-26.
- 14 Yakovlev Yak 52.

## Escarapel·les històriques

1915-1941
1941-1944
1944-1947
1947-1984